# جوناثان براون (لاعب كرة قدم أسترالية)
جوناثان براون (بالإنجليزية: Jonathan Brown)‏ هو لاعب كرة قدم أسترالية أسترالي، ولد في 29 أكتوبر 1981 في وارنامبول في أستراليا.

## وصلات خارجية
- جوناثان براون على موقع AustralianFootball.com (الإنجليزية)
- جوناثان براون على موقع AFLtables.com (الإنجليزية)